# Stuart Little - Un topolino in gamba
Stuart Little - Un topolino in gamba (Stuart Little) è un film del 1999 diretto da Rob Minkoff. Dal film è stata tratta un'omonima serie animata.

## Trama
New York. La famiglia Little, composta dal padre Frederick, la madre Eleanor ed il figlio George, per togliere il piccolo dalla noiosa e sola vita di figlio unico decide di accogliere un nuovo componente. Così, un giorno, Frederick si prende un giorno libero dal lavoro per andare con la moglie all'orfanotrofio pubblico della città. Non sanno chi scegliere tra i bambini, ma tra la folla notano anche un simpatico topolino bianco alto sette centimetri e mezzo e vestito da uomo con sembianze di avvocato di nome Stuart, che nonostante questo si comporta da umano. Quest'ultimo inoltre non è un ratto dannoso: è soffice e da compagnia, studia con libri piccoli, vive come la sua specie e, per l'intelligenza da topini bianchi, viene sentito dall'uomo se parla. Vedendolo grazioso e felice, nonostante non abbia più genitori da tempo, Frederick ed Eleanor decidono di adottarlo come figlio.
Inizialmente George non è felice di avere un topo per fratello e non rivolge mai la parola a Stuart, anche per via del fatto che le sue piccole dimensioni non gli consentano di competere con un fratellino umano (per esempio Stuart non può andare in bicicletta, non può giocare a bowling e molto altro ed inoltre rischiava di morire avvelenato dopo essere finito accidentalmente nella lavatrice insieme al pigiama del "fratello maggiore"). Con il tempo, tuttavia, i due riescono a creare un legame e diventano inseparabili, specialmente quando si scopre che il topino può guidare personalmente una nave radiocomandata che altrimenti rischiava di perdere in una gara, mentre invece grazie a Stuart, questa conquista il trofeo della vittoria. Il rapporto tra quest'ultimo e George suscita la gelosia del gatto dei Little, Fiocco di Neve, che è costretto a non mangiare Stuart (altrimenti sarebbe buttato fuori di casa) e per questo desidera liberarsene. 
Il felino, un Persiano (gatto) bianco, stringe un accordo con il suo amico Monty, un gatto randagio, che lo avrebbe aiutato a far fuori il topo insieme ad un altro gatto randagio di nome Smokey; quest'ultimo assolda una coppia di topi che si spacciano per i veri genitori di Stuart, i quali una sera si presentano a casa dei Little per “riprendersi” il loro figlio. Quando i due confessano di aver fatto questo perché costretti dai gatti, Stuart fugge a bordo della sua auto giocattolo nel tentativo di tornare dalla sua famiglia adottiva. Al rientro in casa, Fiocco di Neve, al solo scopo di allontanarlo nuovamente, gli racconta una menzogna secondo la quale i Little in realtà non vedevano l'ora di liberarsi di un essere ripugnante di una specie differente da loro, perché l'idea di "una favola vera" come un topo adottato da una famiglia umana non avrebbe mai potuto funzionare.
Stuart, deluso, se ne va di casa e si trova una sistemazione in un nido di un albero a Central Park, ma Fiocco di Neve, pentito della sua azione che avrebbe solamente causato un dispiacere ai suoi padroni (specialmente a George, che era disperato per la sparizione del "fratellino") decide di riportarlo a casa e di difenderlo dai gatti con cui aveva segretamente stretto l'accordo di eliminarlo facendoli cadere in un lago. Così il topolino e il gatto ritornano a casa e Stuart viene di nuovo riaccolto nella sua famiglia con la felicità del suo unico vero fratello George.

## Produzione

### Riprese
Le riprese del film si sono svolte dal 3 agosto all'11 novembre 1998.

## Distribuzione
Uscito nei cinema statunitensi il 17 dicembre 1999, il film uscì nei cinema italiani il 7 aprile 2000.

## Accoglienza

### Incassi
Il film è costato $ 133,000,000. Ha incassato $ 15,018,223 nel giorno d'apertura in 2,878 sale. Alla fine ha guadagnato $ 140,035,367 nel Nord America e altri $ 160,100,000 a livello internazionale. Il totale è pari a $ 300,135,367.

### Critica
Su Rotten Tomatoes il film ha una percentuale di gradimento del 67% basato su 97 recensioni con un voto medio di 4,1/10. Il consenso del sito web recita "I critici dicono che Stuart Little è affascinante con bambini e adulti per il suo umorismo e gli effetti visivi". Su Metacritic ha un indice di gradimento di 61/100 basata su 32 critiche, con una media di 6,7/10.

## Riconoscimenti
- 2000 - Premio Oscar
  - Candidatura ai migliori effetti speciali a John Dykstra, Jerome Chen, Henry F. Anderson III e Eric Allard
- 1999 - Satellite Award
  - Migliori effetti visivi a Jerome Chen, John Dykstra, Henry F. Anderson III e Eric Allard
  - Candidatura al miglior film d'animazione o a tecnica mista
- 2000 - Saturn Award
  - Candidatura al miglior film fantasy
  - Candidatura al miglior attrice non protagonista a Geena Davis
  - Candidatura ai migliori effetti speciali a John Dykstra, Henry F. Anderson III, Jerome Chen e Eric Allard
- 2000 - Blockbuster Entertainment Awards
  - Candidatura al miglior film per la famiglia
- 2000 - Young Artist Awards
  - Miglior film d'animazione per la famiglia
  - Candidatura al miglior attore giovane 10 anni o meno a Jonathan Lipnicki
  - Candidatura al miglior attore giovane non protagonista a Miles Marsico
- 2000 - ASCAP Award
  - Top Box Office Films a Alan Silvestri
- 2000 - Annie Award
  - Candidatura alla miglior sceneggiatura a M. Night Shyamalan e Greg Brooker
  - Candidatura al miglior animazione dei personaggi a Sean Mullen
  - Candidatura ai migliori effetti animati a Rob Bredow
- 2000 - Kids' Choice Awards
  - Candidatura al miglior doppiaggio a Michael J. Fox
  - Candidatura al miglior star animale
- 2000 - International Monitor Awards
  - Migliori effetti visivi
  - Miglior animazione 3D
  - Miglior conseguimento
- 2000 - YoungStar Awards
  - Miglior attore giovane/emergente in un film commedia a Jonathan Lipnicki

## Sequel
Il film ha avuto abbastanza successo da generare due sequel: Stuart Little 2 e Stuart Little 3 - Un topolino nella foresta. Il primo sequel comprende il cast artistico e tecnico invariato, mentre l'ultimo è realizzato interamente in animazione.